# Хасан Шейх Махмуд
Хасан Шейх Махмуд (29 листопада 1955 , Jalalaqsid, Підопічна територія Сомалі ) — сомалійський політик, обіймає посаду президента Сомалі з 2 травня 2022 року.

Засновник та очільник Партії «Союз за мир і розвиток» .
Президент Сомалі (2012—2017) та з травня 2022 року. Колишній декан Інституту менеджменту та управління.

## Походження
Народився 29 листопада 1955 року у невеликому містечку Джалалаксі, провінція Хіран, Сомалі.
Належить до клану Хавіє.

## Освіта
Початкову та середню освіту здобув у Джалалаксі.

В 1984 році закінчив Сомалійський національний університет в Могадішо.
В 1981 році здобув диплом бакалавра з техніки.

В 1986 році продовжив навчання у магістратурі Бхопальського університету, де здобув ступінь магістра технічної освіти в 1988 році.

## Кар'єра до президентства
В 1990-ті роки співпрацював з різними організаціями системи ООН, зокрема із підрозділом Сомалі Дитячого фонду ООН.
В 1999 році став співзасновником Сомалійського інституту управління та адміністративного розвитку в Могадішо (Університет Сімад, Somali Institute of Management and Administration), де працював викладачем, займався дослідницькою діяльністю та до 2010 року обіймав посаду декана.

В 2011 році створив та очолив консервативну Партію миру та розвитку.

20 серпня 2012 року був обраний депутатом Федерального парламенту Сомалі

(вибори проводила Національна установча асамблея, що представляла у різній пропорції всі клани та регіональні еліти народу Сомалі).

## На посаді президента

### Президентські вибори (2012)
10 вересня 2012 відбулися вибори депутатами президента країни
,
передбачена тимчасовою конституцією 2012 року.
Голосування проходило у два тури, тому що у першому жодному з 18 претендентів не вдалося набрати дві третини голосів парламентарів.
Серед претендентів був і чинний президент Сомалі Шаріф Шейх Ахмед.
Хасан Шейх Махмуд, який виставив свою кандидатуру, за підсумками голосування здобув несподівану перемогу, обійшовши в другому раунді Шаріфа Шейха Ахмеда (за Махмуда віддали свої голоси 190 з 275 членів парламенту).

16 вересня 2012 року його привели до присяги.
Обраний президент пообіцяв відновити стабільність у Сомалі.

### Зовнішня та внутрішня політика
Підтримуючи різні ісламістські рухи (Союз ісламських судів, Аль-Іслах, що входить в асоціацію Брати-мусульмани), у той же час був відомий як послідовний противник радикальних терористичних угруповань (Харакат аш-Шабаб тощо).
Завоював авторитет своєю гуманітарною діяльністю, спрямованою на будівництво шкіл та медичних закладів.
Основними напрямками своєї політики Махмуд назвав боротьбу з терористичними угрупованнями, відновлення територіальної цілісності та національної єдності Сомалі, втраченої за роки громадянської війни.
За його правління під контроль уряду Сомалі повернулася більшість територій, раніше зайнятих радикалами.
У квітні 2013 року за посередництва Туреччини вперше відбулися переговори між центральним урядом Могадішо та владою самопроголошеної Республіки Сомаліленд.
У серпні того ж року було підписано угоду з владою Джубаленда, що передбачає створення там автономного уряду у складі єдиної держави Сомалі, інтеграцію місцевих збройних сил в національну армію.
Згодом були створені автономні адміністрації штатів Джубаленд, Галмудуг, Південний Захід (Південно-Західне Сомалі).
У березні 2013 року йому вдалося домогтися зняття ембарго ООН на постачання в Сомалі зброї, запровадженої в 1992 році.
Встановлено зв'язки з МВФ, який надав кредити на відновлення економічної інфраструктури Сомалі.
У країні знову відкрилися посольства Великої Британії, Німеччини, США, Туреччини, КНР.
Критики президента звинувачують його уряд у корупції. У
В 2013 році через корупційний скандал була спроба імпічменту президенту.
Після обрання головою держави на нього було скоєно кілька замахів.
12 вересня 2012 року напад здійснили три терористи-смертники, привівши в дію вибухові пристрої перед готелем, де президент вів переговори з міністром закордонних справ Кенії.
Відповідальність за теракт взяло угруповання «аш-Шабаб».
2014 року бойовики «аш-Шабаб» двічі штурмували резиденцію президента — 21 лютого та 8 липня 2014 року.

### Президентські вибори (2017)
В 2016—2017 роках Хасан Шейх Махмуд обирався депутатами двопалатного Федерального парламенту, у формуванні якого цього разу брали участь понад 14 тисяч виборців. В
Вибори відбулися 8 лютого 2017 року.
Здобувши у першому раунді 88 голосів із 329, він посів перше місце і вийшов у другий раунд разом із трьома іншими кандидатами.
За підсумками другого раунду поступився колишньому прем'єр-міністру Сомалі Мохамеду Абдуллагі Фармаджо, за якого проголосували 184 депутати.
Оскільки згідно з конституцією перемога у другому раунді присуджується у разі отримання двох третин голосів, результат другого раунду не означав остаточної поразки чинного президента.
Проте Хасан Шейх Махмуд достроково визнав свою поразку та відмовився від продовження боротьби.

## Президентські вибори (2022)
15 травня 2022 Хасан Шейх Мохамуд був обраний президентом Сомалі в результаті президентських виборів
.